# طرفا معادلة
المتعادلان أو طرفا معادلة في العلم الرياضي هما ركنا المعادلة. قال في الكشاف الجبر عند المحاسبين حذف المستثنى من أحد الطرفين أي المتساويين وزيادة مثله أي مثل ذلك المستثنى على الطرف الآخر. مثاله مال إلا خمسة أشياء يعدل ستة فحذف خمسة أشياء من الطرف الأول وهو مال إلا خمسة أشياء وزيادته على الطرف الآخر يسمى جبرا، والحاصل بعد الجبر مال يعدل ستة وخمسة أشياء. وقيل حذف المستثنى من أحد الطرفين جبر وزيادة مثله على الآخر تعديل. وقد يطلق الجبر عندهم ويراد به علم الجبر والمقابلة وهو علم يعرف به المجهولات العددية من معلوماتها المخصوصة حال كون تلك المجهولات على وجه مخصوص من فرض المجهول شيئا، وحذف المستثنى من أحد الطرفين وزيادته على الآخر، وإسقاط المشترك بين الطرفين.